# 香積寺 (東温市)
香積寺（こうしゃくじ）は、愛媛県東温市田窪にある寺院。宗派は高野山真言宗、本尊は薬師如来。新四国曼荼羅霊場の第四十六番札所。隻手薬師（かたでやくし）の通称がある。
御詠歌：たのくぼの　瑠璃の光を　身にあびて　病みもなやみも　いゆる尊さ

## 概要・歴史
弘法大師により大同4年（809年）に創建された。創建当時、片手の悪い人が働くことができなかったが、当寺に百日祈願すると回復して働くことができるようになり、片手拝みでも御利益を頂けることから隻手薬師と呼ばれるようになった。現在の寺地は元禄年間に移転されてきたものである。また、寺伝では、西郷隆盛が鹿児島に帰還する際、当寺で京都清水寺住職の月照上人と会談したとされる。
奥の院の張子大師は昭和56年に東寺より勧請されたもので、お大師様の母君の手紙や弟子達の写経により造仏されたものである。

## 伽藍
- 山門（仁王門）
- 中門
- 本堂：本尊の隻手薬師は柳の下から掘り出されたものとされ、その日が12日であったことから毎月12日が月縁日である。なお、本尊は開帳されたことのない絶対秘仏である。元禄13年建てられた東温市で最古の木造建築物。
- 大師堂：拝顔できる。
- 粟嶋堂：おびただしい数の人形が供養のため置かれている。
- 大講堂：本坊の二階で、千手観音が祀られている。二階へは車椅子でもいけるスロープが設置されており、そのスロープ道は四国八十八ケ所のお砂踏みになっていて、最後は高野山奥の院のお砂踏みになっている。
- 鐘楼
- 奥ノ院：本尊は張子大師。本堂の左から背後に回ったさらに奥にあり、通常は門で閉ざされていて行けない。毎年2月の節分の日だけ開帳される。
- 小堂：六地蔵堂、地蔵堂、水子地蔵堂、修行大師堂、釈迦洞佛足石堂

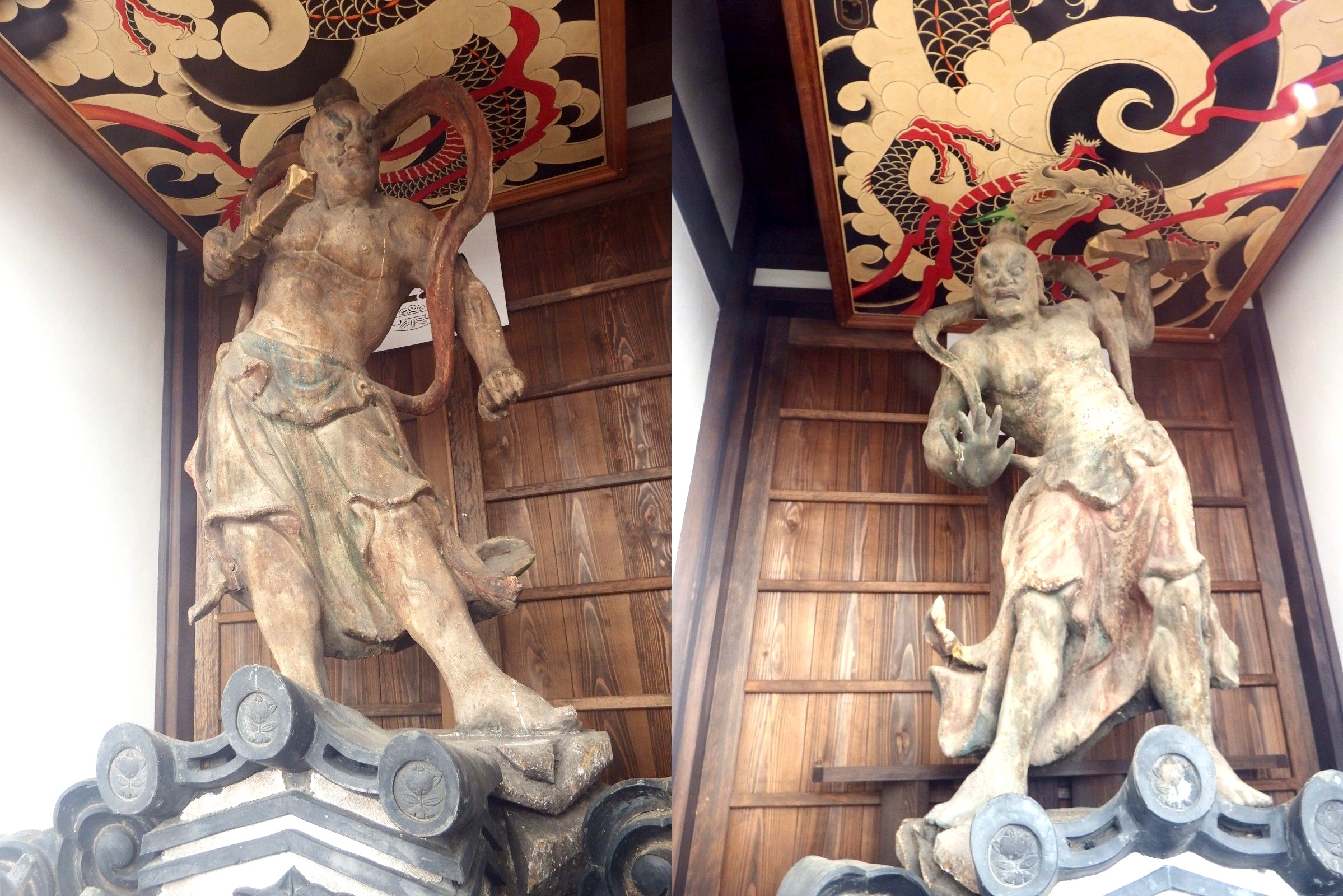
仁王像
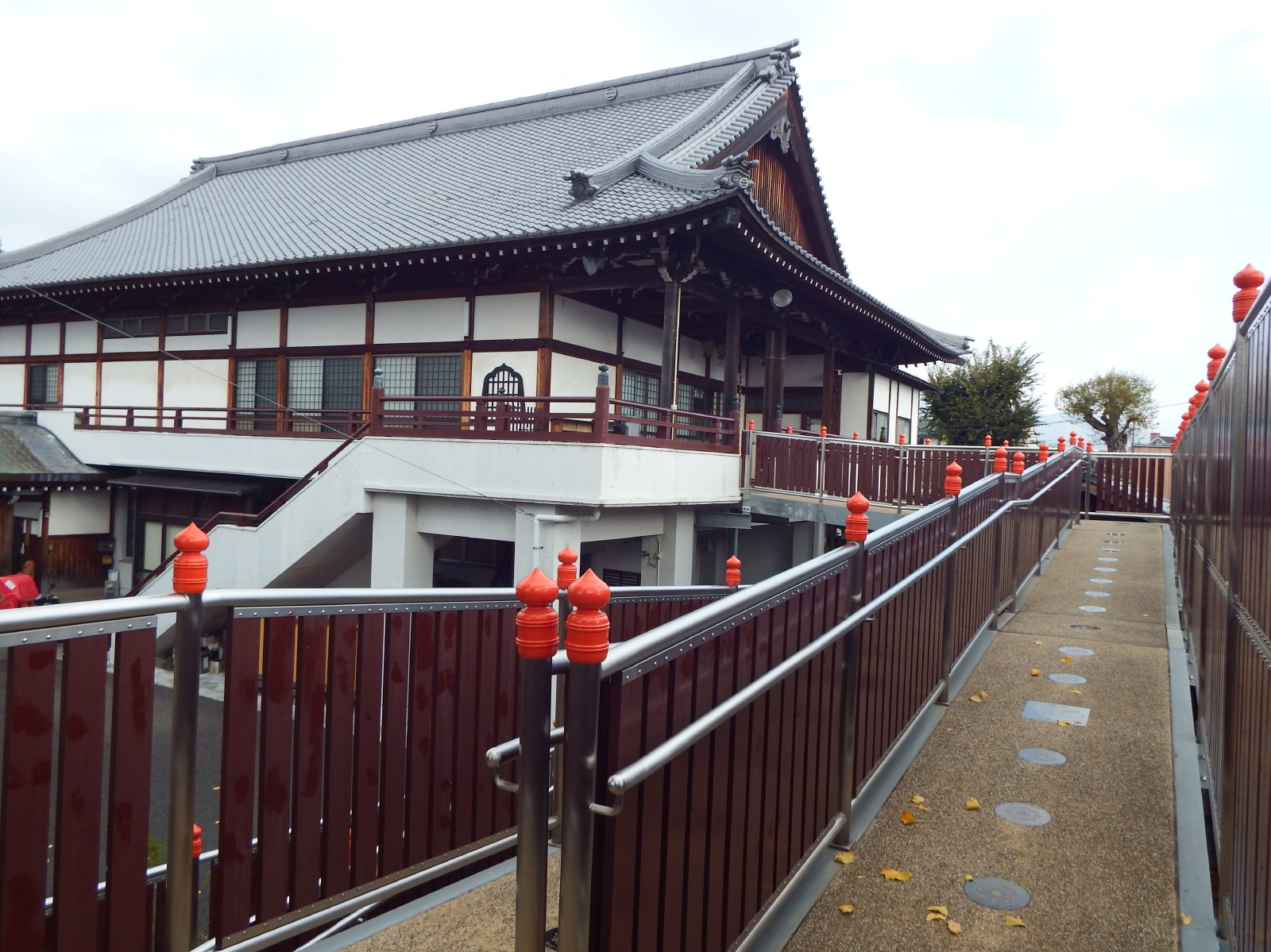
大講堂へのスロープ
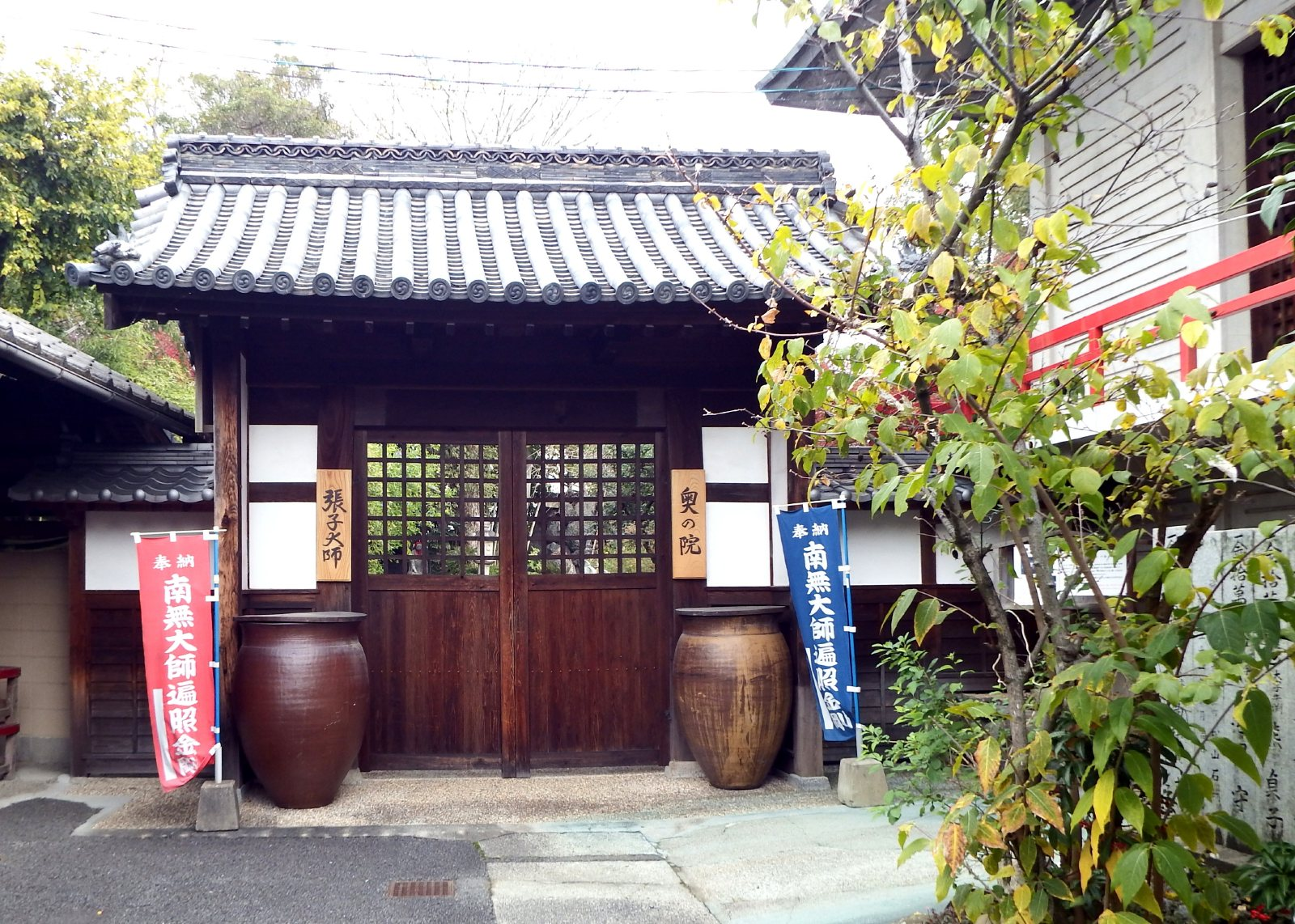
奥ノ院の入口

## 交通案内
鉄道
- 伊予鉄道横河原線 - 田窪駅より徒歩3分

自動車
- 駐車場：山門前と中門前に無料であり。

## 前後の札所
新四国曼荼羅霊場
45番 法寿院-- 46番 香積寺 -- 47番 理正院